# Bandera (Texas)
Bandera es una ciudad ubicada en el condado de Bandera en el estado estadounidense de Texas. En el Censo de 2010 tenía una población de 857 habitantes y una densidad poblacional de 276,9 personas por km².

## Geografía
Bandera se encuentra ubicada en las coordenadas 29°43′31″N 99°4′27″O / 29.72528, -99.07417. Según la Oficina del Censo de los Estados Unidos, Bandera tiene una superficie total de 3.1 km², de la cual 3.08 km² corresponden a tierra firme y (0.59%) 0.02 km² es agua.

## Demografía
Según el censo de 2010, había 857 personas residiendo en Bandera. La densidad de población era de 276,9 hab./km². De los 857 habitantes, Bandera estaba compuesto por el 93.93% blancos, el 0.82% eran afroamericanos, el 0.58% eran amerindios, el 0.82% eran asiáticos, el 0% eran isleños del Pacífico, el 2.68% eran de otras razas y el 1.17% pertenecían a dos o más razas. Del total de la población el 18.79% eran hispanos o latinos de cualquier raza.